# 瀧川資言
瀧川龜太郎（1865年12月29日—1946年2月23日），字資言，號君山。日本島根縣人，出身士族，漢學家，著有《史記會注考證》，是研究司馬遷《史記》的經典權威作品。

## 生平
瀧川龜太郎是日本戰國時期的知名武將瀧川一益之兄瀧川範勝四世孫瀧川資信的後裔。
1880年東京帝国大学畢業，1931年東北帝国大学文学博士。
1934年著作《史記會注考證》，署名「出雲国瀧川資言」。
他歷任各校教授，任教時居日本東京、仙臺等地區，后因二次大戰戰火所及，回到家鄉島根縣的松江市。
1946年2月23日去世，法名龜鏡院君山自秀居士。
自瀧川先生著作《史記會注考證》以後，以資料齊備，廣受好評。也有不少人都對他的作品批評，當中尤其指他根據的一本名為《史记正义》的一千篇佚文，其實是後人偽托。這本書相傳是唐代張守節所寫。此外，魯實先亦曾著有書指出其作品的謬誤與不足處。
中國人民大學國學院特聘教授、中國《史記》研究會名譽會長韓兆琦所著之《新譯史記》（台灣三民書局出版）參考採用《史記會注考證》之資料，並做大量的更新與增補。

## 著作
- 《史記會注考證》(東京：東方文化學院東京研究所，又台北：藝文、天工、宏業、洪氏、文史哲等各社出版)
- 《史記會注考證附校補》(上海：上海古籍出版社，1986)，司馬遷撰、瀧川資言考證、水澤利忠校補。
- 《史记总论·史记体制》